# E. Jean Carroll

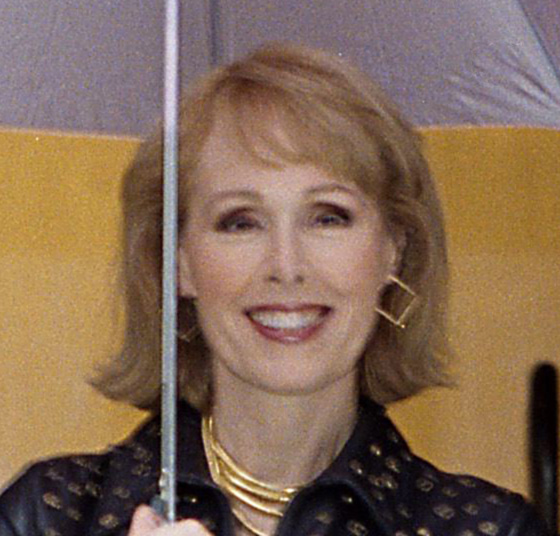
E. Jean Carroll (2006)

Elizabeth Jean Carroll (besser bekannt als E. Jean, * 12. Dezember 1943 in Detroit, Michigan) ist eine US-amerikanische Journalistin und Autorin. Aufmerksamkeit erregte ab 2019 ihr Gerichtsverfahren gegen Donald Trump. 2024 sprach eine Jury ihr mehrere Millionen US-Dollar Schadenersatz zu.

## Leben und Wirken
Unter dem Titel Ask E. Jean veröffentlichte E. Jean Kolumnen in der Elle von 1993 bis 2020 und die dazugehörige Internetseite AskEJean.com. Von 1994 bis 1996 moderierte sie eine gleichnamige Fernsehsendung bei NBC.
2019 veröffentlichte Carroll das Buch What Do We Need Men For?: A Modest Proposal. Der Titel verweist auf die 1729 erschienene Satire A Modest Proposal von Jonathan Swift. In ihrem Buch beschreibt Carroll detailliert mehrere Fälle von Übergriffen durch teilweise sehr bekannte Männer, darunter Donald Trump und Les Moonves. Ein Kapitel des Buchs wurde von der Zeitschrift New York am 21. Juni 2019 vorab veröffentlicht und danach vielfach in anderen Veröffentlichungen diskutiert.
Im November 2019 reichte Carroll eine Verleumdungsklage gegen Trump ein, nachdem er sie nach ihrem Vergewaltigungsvorwurf der Lüge bezichtigt hatte. Trump wehrte sich gegen ihren Vergewaltigungsvorwurf mit den Worten: „Sie ist nicht mein Typ.“ Carroll erklärte zu ihrer Verleumdungsklage: „Als ich den Mut aufgebracht habe, die Vergewaltigung öffentlich zu machen, hat er meinen Charakter verunglimpft, mich der Lüge zu meinem persönlichen Vorteil bezichtigt und sogar mein Erscheinungsbild beleidigt.“
Im November 2022 erhob Carroll vor einem Gericht im Bundesstaat New York Zivilklage gegen Trump. Zuvor war in New York die Verjährung von Sexualstraftaten aufgehoben worden, weshalb Carroll die Klageschrift wegen Körperverletzung und die Forderung auf Schadensersatz einreichen konnte. Am 9. Mai 2023 befand ein Geschworenengericht, bestehend aus sechs Männern und drei Frauen, dass Trump wegen sexuellen Missbrauchs und Verleumdung gegen Carroll haftbar ist, nicht aber wegen Vergewaltigung. Ihr wurde ein Schadenersatz in Höhe von 5 Millionen Dollar zugesprochen.
Im Verleumdungsprozess in New York wurde Trump am 26. Januar 2024 zunächst zu einer Zahlung in Höhe von 83,3 Millionen US-Dollar an Carroll verurteilt. Trump ging hiergegen in Berufung. Ende Dezember 2024 wurde das Urteil, bei einer Summe von rund fünf Millionen Dollar, vom United States Court of Appeals for the Second Circuit bestätigt.

## Werke (Auswahl)
- „Female Difficulties: Sorority Sisters, Rodeo Queens, Frigid Women, Smut Stars, and Other Modern Girls“ (Bantam Books, 1985, ISBN 978-0-553-05088-2)
- „A Dog in Heat Is a Hot Dog and Other Rules to Live By“ (eine Kollektion der „Ask E. Jean“-Kolumnen, Pocket Books, 1996/1997, ISBN 978-0-671-56814-6)
- „Hunter: The Strange and Savage Life of Hunter S. Thompson“ (Dutton, 1993)
- „Mr. Right, Right Now“ (HarperCollins, 2004/2005, ISBN 978-0-06-053029-7)
- „What Do We Need Men For?: A Modest Proposal“ (St. Martin’s Press, 2019, ISBN 978-1-250-21543-7)